# Ceratocallis camellis
Ceratocallis camellis är en insektsart. Ceratocallis camellis ingår i släktet Ceratocallis och familjen långrörsbladlöss. Inga underarter finns listade i Catalogue of Life.